# Pterygotrigla multipunctata
Pterygotrigla multipunctata is een straalvinnige vissensoort uit de familie van ponen (Triglidae). De wetenschappelijke naam van de soort is voor het eerst geldig gepubliceerd in 1983 door Yatou & Yamakawa.